# Li Qian (tafeltennisster)
Li Qian (Hebei, 30 juli 1986) is een in China geboren tafeltennisster, die uitkomt voor Polen, waar ze sinds haar vijftiende woont. Ze won in 2009 de Europese Top-12 door in de finale de Nederlandse Li Jie te verslaan (4-1). Tijdens haar debuut op het toernooi een jaar daarvoor haalde ze ook de finale, maar verloor die toen van de eveneens Nederlandse Li Jiao. In 2010 verloor ze wederom de finale van Li Jiao.
Li Qian bereikte in januari 2009 haar hoogste positie op de ITTF-wereldranglijst, toen ze negentiende stond.

## Sportieve loopbaan
Li Qian is sinds 2006 actief op de ITTF Pro Tour, waarop ze zich in 2008 voor de Grand Finals in het enkelspel kwalificeerde. Het Pools Open 2006 enkelspel was haar eerste toernooizege op de Pro Tour. Li Qian kwam voor Polen uit op de Olympische Zomerspelen 2008, waar ze tot de laatste zestien in het enkelspel kwam. Dat jaar maakte ze ook haar EK- en haar WK-debuut. Op het Europees kampioenschap '08 vormden de laatste zestien ook haar eindstation.

## Erelijst
- Winnares Europese Top-12 2009 (zilver in 2008 en 2010)

ITTF Pro Tour:
Enkelspel:
- Winnares Slovenië Open 2010
- Winnares Oostenrijk Open 2008
- Winnares Polen Open 2006